# Uranophenga lemniscata
Uranophenga lemniscata är en fjärilsart som beskrevs av Diakonoff 1952. Uranophenga lemniscata ingår i släktet Uranophenga och familjen gnuggmalar. Inga underarter finns listade i Catalogue of Life.